# Vojni bjegunac
Naziv vojni bjegunac ili dezerter označava vojnika odsutnog bez odobrenja nadređenih za napuštanje svoje jedinice i izbjegavanje vojnih obveza u ratu ili miru. Riječ dezerter je posuđenica iz francuskog déserteur, a koje je izvedeno iz latinskog deserere, što znači "napustiti". 

Kazna za dezerterstvo u ratu je smaknuće.